# Batalla de Turckheim
La batalla de Turckheim se enmarca dentro de la guerra franco-holandesa y enfrentó el 5 de enero de 1675 al ejército francés, al mando de Enrique de la Tour de Auvergne-Bouillon contra un importante ejército imperial al mando de Alejandro de Bournonville y de Federico Guillermo I de Brandeburgo conocido como el Gran Elector.

## Antecedentes
La Guerra contra Holanda había sido preparada meticulosamente por Luis XIV. 
El rey francés había conseguido aislar a las Provincias Unidas y la alianza de Inglaterra y Suecia.
La guerra comienza en 1672 y las tropas francesas cruzan el Rin por el vado de Tolhuis el 12 de junio tomando el día 20 Utrecht. Pero el mismo día, los holandeses abren los diques del Muiden y sumergen una gran parte de la provincia de Holanda, logrando la salvación de Ámsterdam.
Tras unas conversaciones de paz en las que Luis XIV exigió demasiado, Guillermo de Orange, futuro Guillermo III de Inglaterra, resulta elegido para estatuder haciéndose con el poder en Holanda y convirtiéndose en el alma de la resistencia holandesa y en el más encarnizado enemigo del rey sol.
En los siguientes meses Michiel de Ruyter vence a las fuerzas anglo-francesas en la batalla de Solebay y los franceses son obligados a retirarse por la rotura de más diques por parte holandesa.
En 1673, Guillermo consigue que se le unan España, El Sacro Imperio Romano, Dinamarca y varios príncipes alemanes como el elector de Brandemburgo y el elector palatino. Al año siguiente Carlos II de Inglaterra pide la paz empujado por la opinión pública inglesa. De esa forma ahora es Francia la aislada frente a una coalición de una parte de Europa con el único apoyo de Suecia y Baviera. A pesar de todo logra tomar Maastricht pero se desplaza el escenario de operaciones y Luis XIV envía soldados al Franco Condado mientras Luis II de Condé se ve reducido a la defensiva en los Países Bajos y el Mariscal Turena en Alsacia.
El Mariscal Turena, a pesar de las dificultades, mantiene a raya a las tropas imperiales a las que vence en la batalla de Sinsheim (1674) y en la batalla de Entzheim (1674) evitando la invasión de territorio francés aunque las tropas imperiales eran importantes aún en Alsacia.

## Movimientos de los ejércitos con anterioridad a la batalla
A finales de noviembre de 1674 los imperiales, observando la falta de iniciativa del Mariscal Turena creyeron que había abandonado Alsacia y que había dado por terminada la campaña así que dividieron sus fuerzas y se esparcieron por los distritos más fértiles de Alsacia.
Michel Le Tellier se quejó amargamente al Luis XIV de la inanición de Turena porque decía que con los refuerzos que se le habían enviado su ejército era ahora formidable y sin embargo no hacía nada. 
En esos momentos Turena fue el blanco de fuertes críticas por parte de muchos militares en París.
Los imperiales se habían dispersado para tener más facilidad a la hora de encontrar suministros y todos los destacamentos se sentían a salvo de cualquier peligro. Entre ellos los que se encontraban más seguros eran los que se encontraban al sur de Alsacia porque conocían la ubicación de Turena entre cincuenta y sesenta millas al norte con el obstáculo de la cordillera de los Vosgos entre ellos y el ejército francés.
Tan seguro se encontraba el Gran Elector que había enviado a su mujer a pasar el invierno con él en Colmar, ciudad situada entre Estrasburgo y Basilea.
Algunas tropas imperiales se encontraban en el extremo suroeste de Alsacia. Se encontraban celebrando la Navidad cuando descubrieron que a solo 8 millas de allí se encontraba Turena con un gran ejército que no esperaban así que iniciaron la huida.

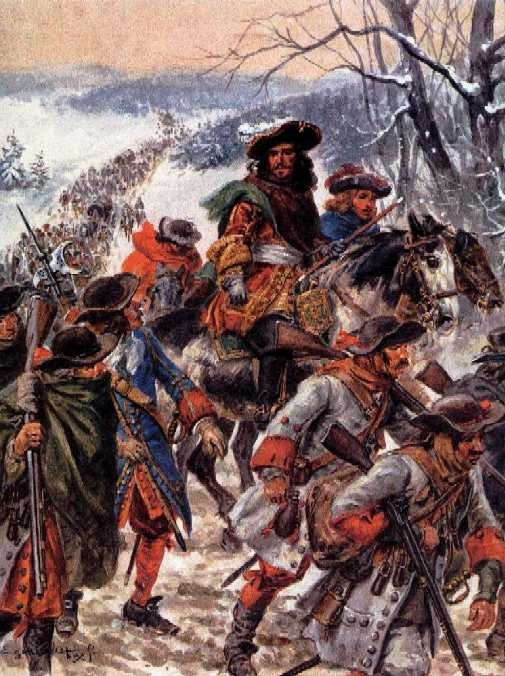
Mariscal Turena marcha con sus tropas

Turena había concebido la idea de marchar hacia el oeste de la cordillera de los Vosgos a través de los hoy departamentos de Meurthe-et-Moselle y los Vosgos. A principios de diciembre dejando guarniciones en Saverne y Hagenau dividió su ejército en destacamentos y les ordenó marchar por vías diferentes meticulosamente especificadas por él mismo para finalmente concentrarse en Belfort. Todas las tropas se unieron allí en el tiempo previsto tras marchar por montañas cubiertas de nieve, valles inundados por las crecidas de los ríos y por caminos intransitables por el barro. Esta marcha pasó totalmente desapercibida por el ejército Imperial hasta que el ejército se había reagrupado. Esto sucedió el 27 de diciembre de 1675.
Turena ordenó entonces atacar a las tropas imperiales que estaban acantonadas en el extremo sur de Alsacia y puso en fuga a un destacamento de 5.000 o 6.000 jinetes imperiales y capturó a veinte oficiales y 300 soldados.
Después de esta acción Turena dio unos días de descanso a sus tropas antes de avanzar hacia el norte. Mientras tanto los generales imperiales habían sido informados de la presencia de Turena en la región.
El duque de Bournoville se unió al Gran Elector, cerca de Colmar y juntos prepararon a sus tropas para enfrentarse contra el Mariscal francés. Eligieron una buena posición entre la ciudad de Colmar y la ciudad de Turckheim a cuatro millas al oeste de Colmar.
Su posición se apoyaba a su izquierda se encontraban el Río Jue y el Río Ill y a su derecha el Río Fech y una curva de ese río discurría a través de su frente entero. Los ejércitos imperiales hicieron parapetos en todo el frente y levantaron baterías de artillería. Al norte de Colmar colocaron algunos cañones.

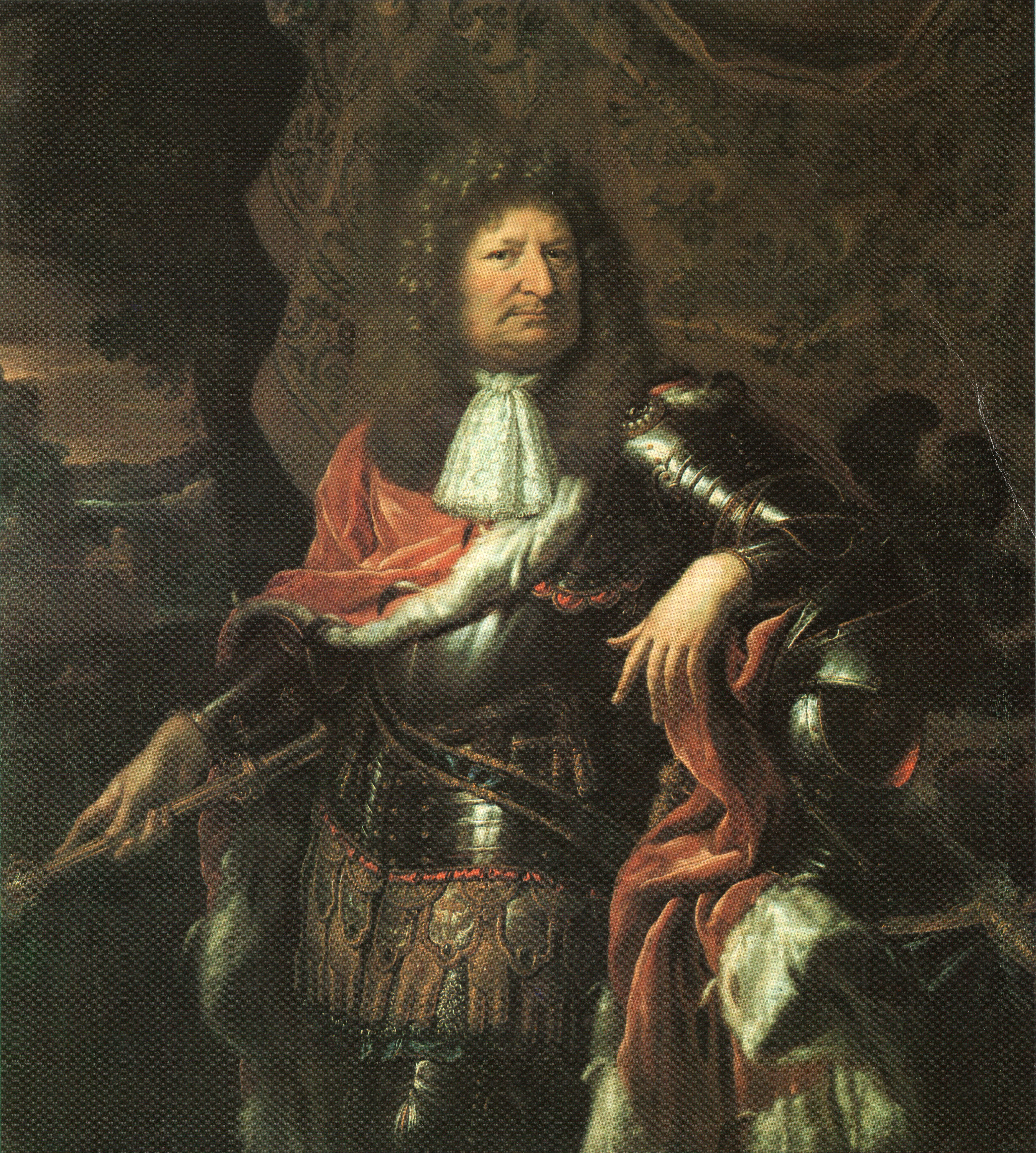
Retrato del Federico Guillermo I de Bradeburgo. El Gran Elector. Obra de Gemalt von Gedeon Romandon, 1688

.

## Fuerzas de los ejércitos
Algunas fuentes indican que Turena poseía un ejército de 40.000 hombres pero Ramsey baja el número de soldados hasta los 30.000.
Estas fuerzas se enfrentaban a un ejército de 50.000 soldados.

## La batalla
La batalla comenzó a las once en punto. Turena coloco el ala derecha al mando del Conde de Lorges con órdenes de estirar el frente como si el ejército francés tuviera la intención de atacar Colmar. Gracias a esta maniobra el ejército Imperial cometió la imprudencia de desatender su posición cerca de Turckheim y giro para concentrar todas sus fuerzas a su izquierda.
Mientras esto sucedía Turena, con las fuerzas que formaban el ala izquierda se ocultó detrás de una colina en un barranco que conducía, entre dos estribaciones de los Vosgos, hacía Turckheim.
Los imperiales habían hecho todos sus preparativos para preparar una batalla en Colmar sin embargo Turena había decidido dar la batalla en Turckheim.
Cuando los generales imperiales percibieron los movimientos de Turena en su derecha enviaron seis cañones, doce batallones de infantería y varios escuadrones de caballería para evitar que cruzara el río Fech. Contra estas fuerzas Turena opuso doce batallones pero ordenó a Foucault que no avanzasen hasta una hora antes del atardecer. A las tres comenzó el ataque comandado por Foucault, que perdió la vida en él, y las tropas francesas llegaron hasta el centro Imperial. El retraso ordenado por Turena es difícil de entender.
A las cuatro, una hora después del ataque, la noche detuvo el combate. El ejército francés había conseguido una gran posición detrás de la línea de trincheras imperiales.
Turena envió siete batallones a ocupar una colina, más allá de la ciudad de Turckheim que había quedado completamente indefensa, justo encima del río Fech pero al salir el sol a la mañana siguiente el ejército imperial había huido. Turena ocupó entonces Colmar donde encontró 3.000 heridos, enfermos y rezagados del ejército imperial.
El ejército francés siguió al imperial en su retirada hasta que llegó a Estrasburgo donde cruzaron el Rin y se retiró a Alemania. Turena había condujo al ejército imperial fuera de Alsacia y fuera de Estrasburgo a cuyos habitantes Turena prometió perdonar y olvidar todo lo que había pasado.

## Repercusiones en la corte
Toda Europa, cuando conoció batalla, se asombró del éxito de Turena, mayor fue la sorpresa cuando se supo que la había anunciado dos meses antes en una carta a Luis XIV.
Poco después de la batalla el rey leyó la carta fechada el 30 de octubre a Le Tellier en la que había dicho que se retiraría hacía Lorena para que el Elector de Brandemburgo se uniera a las tropas imperiales y se confiasen para entonces atacarlos por un camino por el cual nunca se esperarían y hacerlos cruzar el Rin.
Turena actuó según una de sus máximas: “Parecer mostrar miedo para dar mayor confianza al enemigo en sus fuerzas y hacerlo más negligente y menos desconfiado de mis fuerzas”.
Luis XIV obligó a Le Tellier a pedir perdón a Turena por sus críticas.

## Comentarios de Napoleón sobre la batalla
Napoleón Bonaparte, gran admirador de Turena, fue crítico al hablar de esta batalla en algunos puntos.
Según Napoleón el que llegasen las tropas francesas a Belfort el 27 de diciembre y que la batalla no se diese hasta el 5 de enero fue un gran fallo al dar nueve días a sus enemigos –Napoleón calculó que debía haberse dado a los tres días- y que si hubiese avanzado más rápido hubiese logrado un éxito superior al poder evitar la unión del ejército del Gran Elector con las tropas del duque de Bournoville. 
También decía Napoleón que Turena podía haber sido derrotado en Turckheim si el Gran Elector hubiese creído que merecía la pena haber empeñado más tropas en la batalla -ya que la batalla se dio por un número reducido de tropas en un espacio reducido- ya que se encontraba en una magnífica posición y tenía una retirada segura hacía Estrasburgo.
Napoleón Bonaparte se inspiró en la batalla de Turckheim para la batalla de Austerlitz.